# ザ・ギバー 記憶を伝える者
『ザ・ギバー 記憶を伝える者』（ザ・ギバー きおくをつたえるもの、The Giver）はアメリカの作家ロイス・ローリーによる1993年に発表された児童文学。ギヴァー四部作の第一作目にあたる。対象年齢は8-12歳程度。
1994年度ニューベリー賞受賞作。2014年に『ギヴァー 記憶を注ぐ者』として実写映画化されている。
日本では1995年に講談社ユースセレクションから『ザ・ギバー 記憶を伝える者』という邦題で掛川恭子の訳が出版された。しかしその後この講談社版が絶版となり、愛読者有志のグループ「『ギヴァー』を全国の読者に届ける会」の活動により、2010年1月、新評論より島津やよい訳の新訳版『ギヴァー 記憶を注ぐ者』が刊行された。『ギャザリング・ブルー 青を蒐める者』（GATHERING BLUE）、『メッセンジャー　緑の森の使者』（MESSENGER）、『ある子ども』（SON）とともにギヴァー四部作を構成する。SFともファンタジーとも寓話とも取れる内容で、カバー折り返しには「近未来ファンタジー」と書かれている。

## 概要
物語の舞台となる「コミュニティー」は犯罪、飢餓、悩み等のないユートピアのようである反面、規則が多く、人々が強い感情を表すことのない奇妙な社会である。一見平和な管理社会の恐ろしさ、異常さが読者と主人公のジョナス(旧版ではジョーナス)の目に段々と露になる構成となっている。

## あらすじ
コミュニティーの子どもは〈十二歳の儀式〉で個性を認められ、〈長老会〉の観察結果に従ってそれぞれ〈職業任命〉を受ける。
少年ジョーナスはコミュニティーにただ一人の〈記憶を受けつぐ者〉の後継者に任命された。それは最も名誉ある仕事であると同時に、苦痛と孤独を知る仕事でもあった。
〈記憶を受けつぐ者〉は全世界の記憶を受け継ぎ、その知識で長老会に助言をするが、記憶の内容は口外できない。
受け継いできた記憶をジョーナスに伝える老人は記憶の重みで疲労していた。彼、〈記憶を伝える者（ザ・ギバー）〉はジョーナスにはるか昔の記憶を一つずつ渡していく。
ジョーナスは〈画一化〉以前の記憶を得て、人の管理によって失われたものを知る。
混乱の元となる自由と個性をなくし、苦痛の記憶を〈記憶を受けつぐ者〉だけが負うことで現在のコミュニティーは成り立っていた。
記憶をすべての人が分けて持つことを考え始めたジョーナスは、〈記憶を伝える者〉とともに現状を変える方法を計画する。